# Farida Feza
Farida Feza, née le 8 janvier 1999, est une footballeuse internationale congolaise qui joue comme milieu de terrain.

## Biographie

### Carrière en club
Elle est décisive lors de la finale de la Coupe du Congo féminine de football 2018, inscrivant le seul but de l'AC Colombe à la sixième minute contre l'AS Epah Ngamba.

### Carrière internationale
En 2015, elle participe aux éliminatoires de la Coupe du monde féminine de football des moins de 20 ans 2016.
Elle a été sélectionnée pour la RD Congo au niveau senior lors de la Coupe féminine UNIFFAC 2020,, qui voit la sélection terminer finaliste.

### Buts internationaux
Les résultats et les scores listent les buts de la RD Congo en premier.
| N° | Date            | Lieu                                              | Adversaire         | Score | Résultat | Compétition                 | Réf.  |
| -- | --------------- | ------------------------------------------------- | ------------------ | ----- | -------- | --------------------------- | ----- |
| 1  | 20 février 2020 | Estadio de Ebibeyin, Ebibeyin, Guinée équatoriale | Guinée équatoriale | 1–1   | 1–1      | Coupe féminine UNIFFAC 2020 | [ 3 ] |

## Palmarès
- Finaliste de la Coupe féminine UNIFFAC 2020 avec la RD Congo
- Vainqueur de la Coupe du Congo féminine de football 2018 avec l'AC Colombe